# Eremopyrum
Eremopyrum es un género de plantas herbáceas de la familia de las poáceas. Es originario del Mediterráneo al Asia central.

## Etimología
El nombre del género deriva del griego eremos (desierto) y puros (trigo), refiriéndose a su hábitat y de la semejanza de la inflorescencia a la del trigo. 

## Citología
El número cromosómico básico del género es x = 7, con números cromosómicos somáticos de 2n = 14, y 28, ya que hay especies diploides y una serie poliploide.

## Especies
- Eremopyrum bonaepartis (Spreng.) Nevski
  - Eremopyrum bonaepartis subsp. bonaepartis
    - Eremopyrum bonaepartis var. bonaepartis

  - Eremopyrum bonaepartis subsp. hirsutum (Bertol.) Melderis
    - Eremopyrum bonaepartis var. hirsutum (Bertol.) Grossh.
    - Eremopyrum bonaepartis var. pakistanicum Melderis

  - Eremopyrum bonaepartis subsp. sublanuginosum (Drobow) Á. Löve
    - Eremopyrum bonaepartis var. sublanuginosum (Drobow) Melderis
    - Eremopyrum bonaepartis var. turkestanicum (Gand.) Tzvelev
- Eremopyrum brownei (Kunth) P. Candargy
- Eremopyrum bulbosum (Boiss.) P. Candargy
- Eremopyrum confusum Melderis
  -     - Eremopyrum confusum var. confusum
    - Eremopyrum confusum var. glabrum Melderis
    - Eremopyrum confusum var. pakistanicum (Melderis) Melderis
- Eremopyrum cretense (Coustur. & Gand.) Nevski
- Eremopyrum cristatum (L.) Willk. & Lange
  -     - Eremopyrum cristatum var. cristatum
    - Eremopyrum cristatum var. glabriglume P. Candargy
    - Eremopyrum cristatum var. imbricatum (M. Bieb.) P. Candargy
    - Eremopyrum cristatum var. pectinatum (M. Bieb.) P. Candargy
    - Eremopyrum cristatum var. puberulum (Boiss.) P. Candargy
    - Eremopyrum cristatum var. villosum Willk. & Lange
- Eremopyrum dasyanthum (Ledeb. ex Spreng.) P. Candargy
- Eremopyrum dasyphyllum (Schrenk) P. Candargy
- Eremopyrum distans (C. Koch) Nevski
- Eremopyrum fibrosum (Schrenk) P. Candargy
- Eremopyrum hirsutum (Bertol.) Nevski
- Eremopyrum kotschyanum (Boiss.) P. Candargy
- Eremopyrum olgae (Regel) P. Candargy
- Eremopyrum orientale (L.) Jaub. & Spach
  - Eremopyrum orientale subsp. distans (C. Koch) Maire
    - Eremopyrum orientale var. lanuginosum (Griseb.) P. Candargy
    - Eremopyrum orientale var. lasianthum (Boiss.) P. Candargy

  - Eremopyrum orientale subsp. orientale
    - Eremopyrum orientale var. orientale
- Eremopyrum patulum (Willd.) P. Candargy
- Eremopyrum prostratum (Pall.) P. Candargy
- Eremopyrum puberulum (Boiss. ex Steud.) Grossh. ex Prokudin
- Eremopyrum sibiricum (Willd.) P. Candargy
- Eremopyrum sibiricum Podp.
  -     - Eremopyrum sibiricum var. densiflorum (Willd.) P. Candargy
    - Eremopyrum sibiricum var. desertorum (Fisch. ex Link) P. Candargy
    - Eremopyrum sibiricum var. glabrum P. Candargy
    - Eremopyrum sibiricum var. hirsutum P. Candargy
    - Eremopyrum sibiricum var. sibiricum
- Eremopyrum squarrosum (Roth) Jaub.
  -     - Eremopyrum squarrosum var. hirsutum P. Candargy
- Eremopyrum triticeum (Gaertn.) Nevski